# Еміль Золя
Емі́ль Золя́ (фр. Émile Zola; 2 квітня 1840, Париж  — 29 вересня 1902, Париж) — французький письменник-натураліст, критик і політичний активіст.

## Біографія
Народився в Парижі, дитинство провів у південній Франції, де його батько, інженер італійського походження, був залучений до будівництва системи міського водопостачання. Глава сім'ї помер в 1846 році, залишивши мадам Золя та свого малого сина в злиднях.
Попри те, що Золя закінчив ліцей Святого Луїса в Парижі, він двічі не склав іспит на ступінь бакалавра, що було передумовою для подальшої освіти, і 1859 року розпочав шукати прибуткове заняття. Більшу частину наступних двох років Золя був безробітним і жив у великій бідності, віддаючи в заставу свої речі й, згідно з легендою, їв горобців, яких ловив через вікно на своєму горищі. Зрештою, в 1862 році, Золя найнявся на роботу клерком. Щоб доповнити свій прибуток, Золя розпочав писати статті для різних періодичних видань. У 1865 році написав перший автобіографічний роман «Сповідь Клода». Отримавши достатню репутацію як письменник, він покинув роботу у видавництві, щоб утримувати себе й свою матір, займаючись письменництвом.
Упродовж наступних років Золя продовжив кар'єру журналіста і написав два романи «Тереза Ракен» (1867 рік) та «Медлін Фера» (1868). Проект Золя, що спочатку включав 10 романів, поступово розширювався і охопив 20 томів.
«Щастя Ругонів», перший роман у серії, з'явився в серійній формі в 1870 році, але був перерваний з початком Франко-прусської війни в липні й був зрештою надрукованим у жовтні 1871 року.
У 1870 році Золя одружився з Габріеллою Олександрівною Меле, яка була його супутницею майже п'ять років. У першій половині 70-х Золя часто зустрічався з Клодом Моне, Альфонсом Доде та Іваном Тургенєвим. Також, як засновник і найзнаменитіший член натуралістичного руху, Золя опублікував декілька трактатів на мистецьку тему.

### Богемне життя
Протягом зими 1860-1861 років Еміль заводить любовний зв'язок з дівчиною на ім'я Берта, яку він сам називав «дівчиною з вечірками» (фр. Une fille à parties), тобто повією. Він виношував ідею «витягнути її з потоку», долучити до пристойного роду занять, але цей ідеалізм не зміг протистояти реаліям життя в Парижі. Ця невдача послужить основою його першого роману «Сповідь Клода» (1865). Пізніше сюжет частково буде переказано Емілем в його циклі «Ругон-Маккари». Серед дійових осіб його творів виникне схожий прихильник релігійного виховання і аналогічне прагнення до життя без зобов'язань.
В цей час Золя осягає гуманістичну культуру, читаючи Мольєра, Монтеня і Шекспіра, а також потрапляє під вплив більш сучасного Жюля Мішле. Він також захоплюється живописом, близько сходиться з імпресіоністами: Едуардом Мане, Камілем Піссарро, Огюстом Ренуаром, Альфредом Сіслей, Яном Бартолді Йонгкинд. Едуард Мане пише кілька портретів Золя, а Поль Сезанн продовжує залишатися його найближчим другом. Протягом багатьох десятиліть письменник і художник будуть підтримувати теплі стосунки, допомагати один одному у фінансовому плані, вести листування. Але після публікації роману «Творчість», в якому Сезанн неприємним чином впізнає себе в образі художника Клода Лантье, їх дружба припиняється. Сезанн відправив останній лист Золя в 1886 році і з тих пір вони більше не побачаться.

### Участь у політичному житті Франції

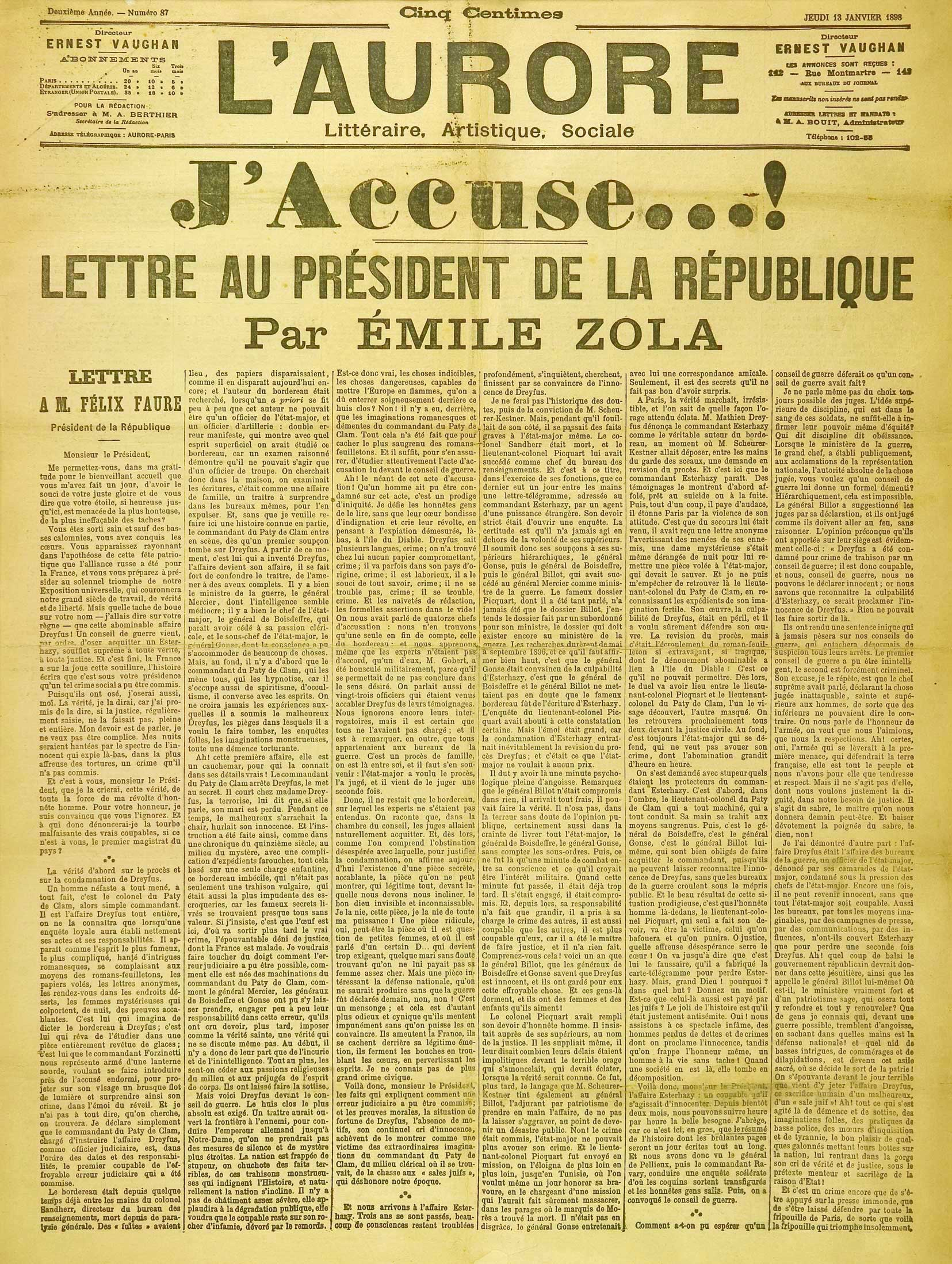
Стаття в газеті «Орор»

Еміль Золя на французькій ювілейній монеті 100 франків 1985 року

13 січня 1898 була опублікована стаття письменника «Я звинувачую» як реакція на справу Дрейфуса.
Вона написана у формі відкритого листа, адресованого тодішньому президенту Французької республіки Феліксу Фору. У листі звинувачувався французький уряд в антисемітизмі та протизаконному ув'язненні Альфреда Дрейфуса. Золя наголошував на упередженості військового суду і відсутності серйозних доказів вини Дрейфуса.
Лист був надрукований на першій сторінці газети і викликав великий ажіотаж як у самій Франції, так і далеко за її межами. Золя був звинувачений у наклепі й засуджений 23 лютого 1898 року. Щоб запобігти ув'язненню, письменник утік до Англії. Він зміг повернутися до Франції лише після самогубства полковника Анрі та втечі майора Естергазі, двох головних фігур справи Дрейфуса в червні 1899 року.
Стаття Золя призвела до широкого резонансу в культурному світі, стала прикладом того впливу, який інтелектуальна еліта може чинити на тих, хто при владі.

## Творчість
Перші літературні виступи Золя відносяться до 1860-х років — «Казки для Нінон» (Contes à Ninon, 1864 рік), «Сповідь Клода» (La confession de Claude, 1865), «Заповіт померлої» (Le vœu d'une morte, 1866), «Марсельські таємниці».
Стрімко молодий Золя підійшов до своїх основних творів, до центрального вузла своєї творчої діяльності — двадцятитомної серії «Ругон-Маккари» (Les Rougon-Macquarts). Вже роман «Тереза Ракен» (Thérèse Raquin, 1867) містив у собі основні елементи змісту грандіозної «Природної і соціальної історії одного сімейства в епоху Другої імперії».
Золя витрачав дуже багато зусиль, щоб показати, як закони спадковості позначаються на окремих членах сім'ї Ругон-Маккарів. Уся величезна епопея пов'язана ретельно розробленим планом, що спирається на принцип спадковості — у всіх романах серії виступають члени однієї сім'ї, настільки широко розгалуженою, що відростки її проникають як у найвищі верстви Франції, так і в найглибші її підвалини.
Останній роман серії включає дерево родоводу Ругон-Маккарів, яке повинно служити путівником по вкрай заплутаному лабіринті родинних відносин, покладених в основу системи грандіозної епопеї. Дійсним і справді глибоким змістом твору є звичайно не ця сторона, пов'язана з проблемами фізіології і спадковості, а ті соціальні образи, які дані в «Ругон-Маккари». З тієї ж зосередженістю, з якою автор систематизував «природний» (фізіологічний) зміст серії, склався і систематизувався її соціальний зміст, інтерес до якого винятковий.
Стиль Золя суперечливий у своїй сутності. Перш за все — це стиль дрібнобуржуазний у надзвичайно яскравому, послідовному та завершеному вираженні, — «Ругон-Маккари» не випадково є «сімейним романом», — Золя дав тут дуже повне, безпосереднє, дуже органічне, у всіх своїх елементах життєве розкриття буття дрібної буржуазії. Бачення художника відрізнялося винятковою цілісністю, ємністю, але саме міщанський зміст він інтерпретував з найглибшим проникненням.
Роман «Радість жити» (La joie de vivre, 1884) може розглядатися як найбільш цілісне вираження цього моменту в стилі Золя.
Намітилося в романах Золя і прагнення звернутися до ідилії — від реального зображення побуту до своєрідної міщанської фантастики. У романі «Сторінка любові» (Une page d'amour, 1878) дано ідилічне зображення дрібнобуржуазного середовища зі збереженням реальних побутових пропорцій. У «Мрії» (Le Rêve, 1888) реальне мотивування вже усунено, дається ідилія у оголеній фантастичній формі.
Щось подібне є і в романі «Злочин абата Муре» (La faute de l'abbé Mouret, 1875) з його фантастичним Параду і фантастичною Альбіною. «Міщанське щастя» надано у стилі Золя як таке, що зникає, витісняється, відходить у небуття. Воно стоїть під знаком занепаду, кризи, має «фатальний» характер. У романі «Радість жити» поруч із цілісним, повним, глибоким розкриттям поетизованого дрібнобуржуазного буття, дана проблема трагічної приреченості, неминучої загибелі. Роман побудований своєрідно: танення грошей визначає розвиток драми доброчесних Шанто, господарська катастрофа, знищення «міщанського щастя», представляється основним змістом драми.
Ще повніше це виражено в романі «Завоювання Плассана» (La conquête de Plassans, 1874), де розпад міщанського благополуччя, господарська катастрофа інтерпретується як трагедія, що має монументальний характер, як події космічної важливості (сімейство в романі «Людина-звір» (La bête humaine, 1890), що заплуталося в нерозв'язних протиріччях, старий Бодю, Бурра в романі «Дамське щастя» (Au bonheur des dames, 1883). Коли руйнується господарське благополуччя, міщанин переконаний, що руйнується весь світ, — такою специфічною гіперболізацією відзначені господарські катастрофи в романах Золя.
Дрібний буржуа, що переживає свій занепад, отримав у Золя повне і закінчене вираження. Його показано з різних сторін, що виявляють його сутність в епоху кризи, його подано як єдність різнобічних проявів. Перш за все, — це дрібний буржуа, що переживає драму господарського розпаду. Таким є Мурі в «Завоюваннях Плассана», цей новий міщанський Іов, такі добродійні рантьє Шанто в романі «Радість жити», такі героїчні крамарі, зметені капіталістичним розвитком, в романі «Дамське щастя».
Святі, мученики і страждальці, на зразок зворушливої Поліни в «Радості жити» або нещасної Рене в романі «Здобич» (La curée, 1872), чи ніжної Анжеліки у «Мрії», яку так близько нагадує Альбіна в «Злочині абата Муре», — ось нова форма соціальної сутності «героїв» Золя. Людей цих характеризують пасивність, брак волі, християнське смирення, покірність. Всі вони відрізняються ідилічною прекраснодушністю, але всі вони зім'яті жорстокою дійсністю. Трагічна приреченість цих людей, їхня загибель, незважаючи на всю привабливість, красивість цих «чудових створінь», фатальна невідворотність їхньої похмурої долі — все це є виразом того ж конфлікту, який визначав драму Муре, чиє господарство валилося, в патетичному романі «Завоювання Плассана». Сутність тут одна, — різна тільки форма явища.
Як найпослідовнішу форму психології дрібної буржуазії в романах Золя подано численних правдошукачів. Усі вони кудись прагнуть, охоплені якимись надіями. Але відразу ж з'ясовується, що надії їхні марні, а прагнення сліпі. Зацькований Флоран з роману «Черево Парижа» (Le ventre de Paris, 1873), або нещасний Клод з «Творчості» (L'œuvre, 1886), або злиденний романтик-революціонер з роману «Гроші» (L'argent, 1891), або неспокійний Лазар у «Радості жити» — всі ці шукачі однаково безпідставні й безкрилі. Нікому з них не дано чогось досягти, ніхто з них не піднімається до перемоги.
Такі основні прагнення героя Золя.  Психологія дрібного буржуа отримує у Золя надзвичайно глибоку, цілісну інтерпретацію.
Два романи про робітничий клас — «Пастка» (L'assommoir, 1877) і «Жерміналь» (Germinal, 1885) — видаються характерними творами в тому сенсі, що тут у дрібнобуржуазному світосприйнятті заломлюється проблема пролетаріату. Ці романи можна назвати романами про «класове сусідство». Золя сам попереджав, що його романи про робітників мають на меті впорядкування, удосконалення системи відносин буржуазного суспільства і аж ніяк не є «крамолою». У цих творах є багато об'єктивно-істинного в сенсі зображення сучасного Золя пролетаріату.
Буття цієї соціальної групи у творах Золя сповнене трагізму. Все тут охоплено сум'яттям, все стоїть під знаком невідворотності долі. Песимізм романів Золя знаходить вираз у їхній своєрідній, «катастрофічній» будові. Завжди протиріччя вирішується так, що трагічна загибель є необхідністю. Усі ці романи Золя мають однаковий розвиток — від потрясіння до потрясіння, від одного пароксизму до іншого розгортається дія, щоб докотитися до катастрофи.
Це трагічне усвідомлення дійсності дуже специфічне для Золя — тут лежить характерна особливість його стилю. Разом з цим виникає відношення до міщанського світу, яке можна назвати сентиментальним.
У романі «Гроші» біржа виникає як щось протилежне деградуванню дрібної буржуазії; у «Дамському щасті» — грандіозний універсальний магазин розкривається як затвердження нової дійсності; залізниця у романі «Людина-звір», ринок зі всією складною системою товарного господарства в романі «Черево Парижа», міський будинок, представлений як грандіозна «machine pour vivre» (машина для життя).
Характер інтерпретації цих нових образів різко різниться від усього зображуваного Золя раніше. Тут панують речі, людські переживання витіснено за задній план проблемами господарювання та організації, митець має справу із зовсім новою матерією — його мистецтво звільняється від сентименталізму.
Виникають у творах Золя і нові людські фігури. Це вже не міщанські Іови, не страждальці, не марні шукачі, а хижаки. Їм усе вдається. Вони всього досягають. Арістід Саккарі — геніальний пройдисвіт у романі «Гроші», Октав Муре — капіталістичний підприємець високого польоту, господар магазину «Дамське щастя», бюрократичний хижак Ежен Ругон у романі «Його величність Ежен Ругон» (1876) — от нові образи.
Золя дає досить повну, різнобічну, розгорнуту концепцію цих нових образів — від хижака-користолюбця начебто абата Фожа в «Завоюванні Плассана» до справжнього лицаря капіталістичної експансії, яким є Октав Муре. Постійно наголошується, що незважаючи на відмінність масштабів, усі ці люди — хижаки, загарбники, що витісняють добропорядних людей того патріархального міщанського світу, який Золя поетизував.
Образ хижака, капіталістичного ділка, подано в однаковому аспекті з речовим світом (ринком, біржею, магазином), який займає в системі стилю Золя настільки істотне місце. Оцінка хижацтва переноситься і на речі. Так, паризький ринок і універсальний магазин стають чимось жахливим. У стилі Золя предметний образ і образ капіталістичного хижака треба розглядати як єдине вираження, як дві сторони світу, пізнаного художником, що пристосовується до нового соціально-економічного устрою.
У романі «Дамське щастя» дано зіткнення двох сутностей — міщанської та капіталістичної. На кістках збанкрутілих дрібних крамарів виникає величезне капіталістичне підприємство — весь перебіг конфлікту представлений так, що «справедливість» залишається осторонь. Переможені в боротьбі, знищені фактично, морально тріумфують. Це розв'язання суперечності в романі «Дамське щастя» дуже характерне для Золя. Художник роздвоюється тут між минулим і теперішнім: з одного боку, він найглибшим чином пов'язаний з крахом буття, з іншого — він уже мислить себе в єдності з новим ладом, він вільний уже настільки, щоб уявляти собі світ в його справжніх зв'язках, у повноті його змісту.
Творчість Золя наукова, його відрізняє прагнення підняти літературне «виробництво» на рівень наукових знань свого часу. Його творчий метод отримав обґрунтування у спеціальній роботі — «Експериментальний роман» (Le roman expérimental, 1880 рік). Тут видно, наскільки послідовно художник проводить принцип єдності наукового та художнього мислення. Експериментальний роман «є логічний наслідок наукової еволюції нашого століття», говорить Золя, підбиваючи підсумок своєї теорії творчого методу, що є перенесенням у літературу засобів наукового дослідження (зокрема Золя спирається на роботи знаменитого фізіолога Клода Бернара). Уся серія «Ругон-Маккари» здійснена в плані наукового дослідження, проведеного відповідно до принципів «експериментального роману». Науковість Золя є свідченням тісного зв'язку художника з основними тенденціями його доби.
Грандіозна серія «Ругон-Маккари» перенасичена елементами планування, схема наукової організації цього твору представлялася Золя суттєвою необхідністю. План наукової організації, науковий метод мислення — ось основні положення, які можна вважати вихідними для стилю Золя.
Більше того, він був фетишистом плану наукової організації твору. Його мистецтво постійно порушує межі його теорії, але сама природа планового та організаційного фетишизму Золя цілком специфічна. Тут позначається характерний спосіб представлення, що відрізняє ідеологів технічної інтелігенції. Організаційна оболонка дійсності постійно приймається ними за всю дійсність, форма заміняє зміст. Золя висловлював у своїх гіпертрофіях плану та організації типову свідомість ідеолога технічної інтелігенції. Наближення до епохи здійснювалося через своєрідну «технізацію» буржуа, що усвідомив своє невміння організувати і планувати (за це невміння його завжди бичує Золя — «Щастя дам»); пізнання епохи капіталістичного підйому у Золя реалізується через плановий, організаційно-технічний фетишизм. Теорія творчого методу, розгорнута Золя, специфіка його стилю, оголюється в момент звернення до капіталістичної епохи, сходить до цього фетишизму.
Роман «Доктор Паскаль» (Docteur Pascal, 1893 рік), завершальний твір серії «Ругон-Маккари», може служити прикладом такого фетишизму — питання організації, систематики, конструювання роману виділяються тут на перше місце. У цьому романі розкривається і новий людський образ. Доктор Паскаль — це щось нове по відношенню як до міщан, що занепадають, так і капіталістичних хижаків, які перемагають. Інженер Гамелен у «Грошах», капіталістичний реформатор в романі «Праця» (Travail, 1901) — все це різновиди нового образу. Він недостатньо розгорнутий у Золя, він тільки намічається, тільки стає, але сутність його вже цілком зрозуміла.
Фігура доктора Паскаля є першим схематичним начерком реформістської ілюзії, в якій знаходить своє вираження той факт, що дрібна буржуазія, форму практики якої представляє стиль Золя, техніцизуючись, примиряється з епохою.
Типові риси свідомості технічної інтелігенції, перш за все фетишизм плану, системи та організації, переносяться на ряд образів капіталістичного світу. Такий, наприклад, Октав Мурі з «Щастя дам», не тільки великий хижак, а й великий раціоналізатор. Дійсність, яка ще недавно оцінювалася як світ ворожий, тепер усвідомлюється в плані якоїсь «організаційної» ілюзії. Хаотичний світ, звіряча жорстокість якого ще недавно доводилася, тепер починає представлятися в рожевих шатах «плану», планується на наукових засадах не тільки роман, але й суспільна дійсність.
Золя, який завжди тяжів до того, щоб перетворювати свою творчість на знаряддя «реформування», «поліпшення» дійсності (це відбивалося в дидактизмі і риторизмі його поетичної техніки), тепер приходить до «організаційних» утопій.
Незакінчена серія «Євангелія» («Плодючість» — «Fécondité», 1899 рік, «Труд», «Справедливість» — «Vérité», 1902) висловлює цей новий етап у творчості Золя. Моменти організаційного фетишизму, завжди властиві Золя, тут отримують особливо послідовний розвиток. Реформізм стає тут дедалі могутнішою, панівною стихією. У романі «Плодючість» створюється утопія про планомірне відтворення людства, це Євангеліє перетворюється на патетичну демонстрацію проти падіння народжуваності у Франції.
У проміжку між серіями «Ругон-Маккари» і «Євангелія» Золя написав антиклерикальну трилогію «Міста»: «Лурд» (Lourdes, 1894), «Рим» (Rome, 1896), «Париж» (Paris, 1898). Драма абата П'єра Фромана, який шукає справедливості, дана як зразок критики капіталістичного світу, що відкриває можливість примирення з ним. Сини бунтівного абата, який зняв рясу, виступають як євангелісти реформістського оновлення.

### Романи
- 1865. Сповідь Клода (фр. La Confession de Claude)
- 1866. Заповіт померлої (фр. Le vœu d'une morte)
- 1867. Тереза Ракен (фр. Thérèse Raquin)
- 1867. Марсельські таємниці (фр. Les Mystères de Marseille)
- 1868. Мадлена Фера (фр. Madeleine Férat)

### Ругон-Маккари
- 1871. Кар'єра Ругонів (фр. La Fortune des Rougon)
- 1872. Здобич (фр. La Curée)
- 1873. Черево Парижа (фр. Le Ventre de Paris)
- 1874. Завоювання Плассана (фр. La Conquête de Plassans)
- 1875. Провина абата Муре (фр. La Faute de l'Abbé Mouret)
- 1876. Його ясновельможність Ежен Ругон (фр. Son Excellence Eugène Rougon)
- 1877. Пастка (фр. L'Assommoir)
- 1878. Сторінка любові (фр. Une Page d'amour)
- 1880. Нана (фр. Nana)
- 1882. Накип (фр. Pot-Bouille)
- 1883. Дамське щастя (фр. Au Bonheur des Dames)
- 1884. Радість життя (фр. La Joie de vivre)
- 1885. Жерміналь (фр. Germinal)
- 1886. Творчість (фр. L'Œuvre)
- 1887. Земля (фр. La Terre)
- 1888. Мрія (фр. Le Rêve)
- 1890. Людина-звір (фр. La Bête humaine)
- 1891. Гроші (фр. L'Argent)
- 1892. Розгром (фр. La Débâcle)
- 1893. Доктор Паскаль (фр. Le Docteur Pascal)

### Трійко міст
- 1894. Лурд (фр. Lourdes)
- 1896. Рим (фр. Rome)
- 1898. Париж (фр. Paris)

### Четвероєвангеліє
- 1899. Плодючість (фр. Fécondité)
- 1901. Праця (фр. Travail)
- 1903. Істина (фр. Vérité)
- Справедливість (фр. Justice, не завершений)

### Повісті
- 1880. Облога млина (фр. L'attaque du moulin)
- 1880. Пані Сурдіс (фр. Madame Sourdis)
- 1882. Капітан Бюрле (фр. Le Capitaine Burle)

### Новели
- 1864. Казки Нінон (фр. Contes à Ninon)
- 1874. Нові казки Нінон (фр. Nouveaux contes à Ninon)

### П'єси
- 1874. Спадкоємці Рабурдена (фр. Les héritiers Rabourdin)
- 1878. Рожевий бутон (фр. Le bouton de rose)
- 1887. Рене (фр. Renée)
- 1889. Мадлена (фр. Madeleine)

### Літературно-публіцистичні твори
- 1866. Що мені ненависно (фр. Mes haines)
- 1866. Мій салон (фр. Mon Salon)
- 1867. Едуард Мане (фр. Edouard Manet)
- 1880. Експериментальний роман (фр. Le Roman expérimental)
- 1881. Романісти-натуралісти (фр. Les romanciers naturalistes)
- 1881. Натуралізм в театрі (фр. Le Naturalisme au théâtre)
- 1881. Наші драматурги (фр. Nos auteurs dramatiques)
- 1881. Літературні документи (фр. Documents littéraires)
- 1882. Похід (фр. Une campagne)
- 1897. Новий похід (фр. Nouvelle campagne)
- 1901. Істина простує (фр. La vérité en marche)

## Особисте життя
Еміль Золя двічі був одружений; від другої дружини у нього було двоє дітей.

## Смерть
Золя отруївся чадним газом в Парижі згідно з офіційною версією внаслідок несправності димоходу в каміні. Він промовив останні слова, звернувшись до дружини: «Мені погано, голова розколюється. Подивися, і собака хвора. Напевно, ми щось з'їли. Нічого, все пройде. Не треба нікого турбувати …». Існувала підозра, що це було вбивство, але підтвердження цієї теорії знайти не вдалося.
У 1953 році, журналіст Жан Борель опублікував в газеті «Ліберасьон» розслідування «Чи убитий Золя?» Заявивши, що смерть Золя, можливо, є вбивством, а не нещасним випадком. Він засновував своє твердження на одкровеннях нормандського фармацевта П'єра Акіна, який розповідав, що сажотрус Анрі Буронфоссе зізнавався йому, що навмисно заблокував димохід квартири Еміля Золя в Парижі.

## Українські переклади
В Україні Золя відомий від 1870-х. Уперше його переклав Іван Франко (новела «Повінь», опублікована в альманасі «Дністрянка», 1876). Він же автор вступного слова до видання «повісті» Золя «Довбня», перекладеної Ольгою Рошкевич (1879). Під цим заголовком було видано З перші розділи роману L'Assommoir, в українському літературознавстві більш відомого як Пастка. Повний переклад цього чи не найвідомішого твору Золя українською з'явився лише 2021 року.
- Довбньа: Повість з житьа француських робітників / Еміль Золя; С француського перевела Ольга Рошкевич. — Львів: Друк. Т-ва ім. Шевченка. Під зарядом К. Беднарського, 1879. — (Дрібна б-ка; [№] 8). Ч. 1: Прачка Жервеза. — 39с. Ч. 2: Сватанье Купо — с.40-76.
- Мрія: Роман Еміля Золі / [Пер. К. Кахникевич]. — Львів: Накладом ред. «Діла». Друк. Т-ва им. Шевченка. Під зар[ядом] К. Беднарського, 1889. — 267, [2] с. — (Лит. дод. «Діла»: Б-ка найзнаменитших повістей / Під ред. И. Белея; Т. 34). — Пер.встановлено за кн.: Українська біблїографія Австро-Угорщини за роки 1887—1900. Т. 1 (1887—1889) / Уложив І. Левицький. — Львів, 1909.
- Обіт помершій: Повість Еміля Золі. — Львів: Накладом ред. «Діла». Друк. Ин-та Ставропіг. Під зарядом І. Данилюка, 1899. — 168 с. — (Лит. дод. «Діла»: Б-ка найзнаменитших повістей / Під ред. И. Белея; Т. 63).
- Напад на млин: (Оповіданє з війни 1870 року) / Переклад Івана Франка. — Львів: [Накладом Укр.-Руської Видавн. Спілки]. Друк. Наук. Т-ва ім. Шевченка. Під зарядом К. Беднарського, 1901. — 59, [3] с. — (Літ.-Наук. Б-ка [Укр.-Руської Видавн. Спілки] / Відповідає за ред. В. Гнатюк; Ч. 10).
- Повінь: Оповіданє / Переклад Івана Франка. — Львів: [Накладом Укр.-Руської Видавн. Спілки]. Друк. Наук. Т-ва ім. Шевченка. Під зарядом К. Беднарського, 1902. — 61, [3] с. — (Літ.-Наук. Б-ка [Укр.-Руської Видавн. Спілки] / Відповідає за ред. В. Гнатюк; Ч. 28). — Бібліогр.: Оповістка Укр.-Руської Видавн. Спілки: с. [1—3].
- Смерть Олівіє Бекайля / Переклала Марія Грушевська. — Львів: [Накладом Укр.-Руської Видавн. Спілки]. Друк. Наук. Т-ва ім. Шевченка. Під зарядом К.Беднарського, 1902. — 51, [5] с. — (Літ.-Наук. Б-ка [Укр.-Руської Видавн. Спілки] / Відповідає за ред. В. Гнатюк; Ч. 51). — Назва парал. фр. — Бібліогр.: Оповістка Укр.-Руської Видавн. Спілки: с. [1-4].
- Жерміналь: Повість з часів другого цїсарства / З француського переложив О. П. (Олександер Пашкевич); Видано під редакциєю [та з передм.] Івана Франка. — [Львів]: Накладом Укр.-Руської Видавн. Спілки, 1904. — (Літ.-Наук. Б-ка Укр.- Руської Видавн. Спілки. Сер. 1; Ч. 69/70). 727, [1] с.
- Гроші. Львів. Друкарня «Народова», 1906.Бібліотека найзнаменитших повістей, ч. 73—74. Літературний додаток «Діла». Т. 1 — 298 с. Т. 2 — 234 с.
- Безробіття: Оповідання: Переклад з французької мови. — К.: Час. [Друк. 1-ї Київ. Артілі [Друк. Справи], 1908]. — 15 с. — (Вид-во «Час». Сер. 3; № 22).
- Чотири днї Івана Гурдон / Переклав Т. Омецїнський. — Львів: Накладом ред. «Нар. Слова». Загальна друк., 1908. — 72 с.
- Сьвято в Коквілї / З францускої мови переклав [та авт. передм.] О. Пащук. — Львів: Друк і наклад «Загальної Друк.», [1909]. — 51 с. — (Універзальна б-ка; [Вип.] 2).
- Шахтарі (скорочений переклад роману «Жерміналь» О. Левицького. Київ — Харків: «Книгоспілка», 1927; перевидано у 1930 і 1931 рр.).
- На шахтах Франції. Харків, Книгоспілка, 1929. 31 с.
- Напад на млин (Оповідання з війни 1870 року). Переклад Івана Франка. Харків, Рух, 1929. — 44 с.
- Твори. — Т. 1–18. — Харків. Київ. ДВУ. 1929—1930 [Архівовано 26 квітня 2015 у Wayback Machine.].
  1. Щастя Ругонів. 348 с. Переклав Кость Рубинський.
  2. Черево Парижа. 330 с. Переклала О. Єзерницька.
  3. Провина абата Муре. 332 с. Переклала Ізидора Борисова.
  4. Сторінка кохання. 317 с. Переклав Анатоль Волкович.
  5. Нана. 420 с. Переклала Марія Ільтична.
  6. Прорість (Жерміналь). 520 с. Переклала Вероніка Черняхівська.
  7. Земля. 472 с. Переклали Леонід і Вероніка Пахаревські.
  8. Людина-звір. 358 с. Переклав В. Щербаненко.
  9. Гроші. 416 с. Переклав Віктор Дубровський;
  10. Доктор Паскаль. 307 с. Переклали Л. Фідровська та М. Виноградова
  11. Розгром. 580 с. Переклав А. Миляшкевич.
  12. Мрія. 192 с. Переклала О. Єзерницька.
  13. Радість життя. 372 с. Переклав Кость Рубинський.
  14. Лурд. 552 с. Переклала Наталя Романович-Ткаченко.
  15. Рим. 626 с. Переклав В. Щербаненко.
  16. Париж. 604 с. Переклав Анатоль Волкович.
  17. Плодючість. Том 1 — 296 c. Том 2 — 352 с. Переклала О. Єзерницька.
  18. Істина. Том 1 — 350 с. Том 2 — 330 с. Переклав Кость Рубинський.
- В темну ніч. Харків «Радянська школа», 1930. — 29 с.
- Повідь. Оповідання. Переклав М. Терещенко. Харків, Книгоспілка, 1930. — 30 с.
- Французький живопис ХІХ століття. Переклали Є. І. Старинкевич і М. Я. Калинович. Харків, 1940. — 204 с.
- Кар'єра Ругонів. — К., 1959. 322 с. Серія «Бібліотека світової класики»
- Завоювання Плассана. К., 1959. 316 c. Переклала Євгенія Рудинська. Серія «Бібліотека світової класики»
- Здобич. — К., 1960. 307 с. Переклалв І. М. Ковтунов. Серія «Бібліотека світової класики»
- Черево Парижа. — К., 1960. 303 с. [Архівовано 26 квітня 2015 у Wayback Machine.] Переклала О. Єзерницька. Редакція Т. Черторижської. Серія «Бібліотека світової класики»
- Жерміналь. — К., 1961. 495 c. Переклала Вероніка Черняхівська. Редакція Ірини Стешенко. Серія «Бібліотека світової класики»
- Щастя Ругонів. — К., 1969. [Архівовано 26 квітня 2015 у Wayback Machine.] Переклав Кость Рубинський. Редакція Анатоля Перепаді. Серія «Вершини світового письменства»
- Завоювання Плассана. — К., 1972. [Архівовано 26 квітня 2015 у Wayback Machine.] Переклала Євгенія Рудинська. Серія «Вершини світового письменства»
- Облога млина // Книга пригод. — К., 1986. [Архівовано 25 квітня 2015 у Wayback Machine.]
- Твори. — Т. 1—2. — К., Дніпро, 1988. До двотомника увійшли чотири романи: Кар'єра Ругонів (переклав Кость Рубинський), Завоювання Плассана (переклала Євгенія Рудинська), Черево Парижа (переклала О.Єзерницька), Жерміналь (ререклала Вероніка Черняхівська, редакція Ірини Стешенко.
- Жерміналь. — X., 2008. 511 c. [Архівовано 20 травня 2017 у Wayback Machine.]
- Пастка. Переклад В’ячеслава Кашука |місце= К.: Видавництво Жупанського|рік=2021 |сторінок=480 |isbn=978-617-7585-30-4}}
- Шинок. Пер. з фр. Тетяна Жарко. Київ: Всесвіт, № 1-2, 2021. — 149-190 с.; №3-6, 2021. — 246-288 с.; №1-6, 2022. — 184-230 с.;
- Дамське щастя. Пер. з фр. Петро Таращук. Тернопіль: Навчальна книга — Богдан, 2021. —408 с. ISBN: 978-966-10-6486-6

Щастя Ругонів та Кар'єра Ругонів — один і той же роман (La Fortune des Rougons).